# Estadi Racing Club
L'Estadi Racing Club va ser un camp de futbol de la ciutat d'Avellaneda, suburbi de Buenos Aires, Argentina.
Va ser la seu del club Racing Club de Avellaneda abans de traslladar-se a l'Estadi Juan Domingo Perón l'any 1950. Era localitzat a la intersecció dels carrers Colón i Alsina, raó per la qual també és conegut com a Estadio de Colón y Alsina. Tenia una capacitat per a 30.000 espectadors.
Va ser seu del Campionat Sud-americà de futbol de 1916.